# Roll the Bones
| Оценки критиков               | Оценки критиков |
| Источник                      | Оценка          |
| ----------------------------- | --------------- |
| AllMusic                      | [ 3 ]           |
| Entertainment Weekly          | B               |
| The Rolling Stone Album Guide | [ 6 ]           |

Roll the Bones — четырнадцатый студийный альбом канадской рок-группы Rush, изданный в 1991 году. Альбом был записан в студиях Le Studio (Морин-Хайтс, Квебек) и McClear Place (Торонто) под руководством Руперта Хайна, который вновь занял место продюсера. Roll the Bones стал первым альбомом группы со времён Moving Pictures, который попал в американский топ-5, достигнув третьей строчки в Billboard 200. Также альбом получил платиновый сертификат от RIAA, тем самым став последний платиновым диском Rush на сегодняшний день. Был переиздан дважды: в 2004 году, в рамках серии лейбла Atlantic Records Rush Remasters, и в 2011 году, лейблом Audio Fidelity как золотой диск. Альбом получил премию «Джуно» за лучший дизайн обложки альбома в 1992 году.

## Об альбоме
Альбом отражает перемены в звучании группы, которые начались ещё на Presto, выразившиеся в сокращении клавишных партий и возвращении к гитарно-ориентированным композициям. Гедди Ли объяснял это как «ответную реакцию на более компьютеризированный стиль сочинения», который доминировал в их музыке в 1980-х. Теперь группа использовала синтезаторы и секвенсоры скорее как «оркестровочный инструмент», а не ключевую составляющую песен.  
Работа над Roll the Bones проходила в минималистичном формате — только бас, гитара и вокал — что повлияло на изменение стиля. Ещё одна идея, перекочевавшая с Presto, — акцент на сильных вокальных мелодиях, вокруг которых строились остальные элементы композиции. Алекс Лайфсон хотел поэкспериментировать с фанковыми ритмами: он попробовал это на Presto, но в Roll the Bones решил развить эту тему ещё глубже.  
Большая часть аранжировок оставалась неизменной с момента написания песен, что позволило группе использовать демозаписи в качестве основы для окончательного сведения. Для записи треков демо просто переносили на 24-дорожечную плёнку и затем перезаписывали инструменты.  
Концепция текстов альбома вращалась вокруг идеи случайности в разных сферах жизни. Первой песней, написанной для альбома, стала «Face Up», а именно строка: «Turn it up – or turn that wild card down» («Переверни – или сбрось эту козырную карту»). Нил Пирт вспоминал, как сидел на полу в своём коттедже, окружённый стопками заметок, накопленных за два года: в основном это были фразы, записанные в туре или в полусонные моменты перед тем, как заснуть. Он начал играть со словами «turn it up» и «turn it down», что привело к идее карт в покере — сбрасывания случайного козыря. Так сформировалась концепция, которую он затем применил к жизненным обстоятельствам, с которыми сталкивается человек.

## Список композиций
Все тексты написаны Нилом Пиртом; вся музыка написана Алексом Лайфсоном и Гедди Ли.
1. «Dreamline» — 4:38
2. «Bravado» — 4:35
3. «Roll the Bones» — 5:30
4. «Face Up» — 3:54
5. «Where’s My Thing? (Part IV, „Gangster of Boats“ Trilogy)» — 3:49
6. «The Big Wheel» — 5:13
7. «Heresy» — 5:26
8. «Ghost of a Chance» — 5:19
9. «Neurotica» — 4:40
10. «You Bet Your Life» — 5:00

## Участники записи

### Rush
- Гедди Ли — вокал, синтезаторы, бас-гитара
- Алекс Лайфсон — гитары (электрогитара и акустическая), бэк-вокал
- Нил Пирт — ударные

### Тех. персонал
- Joe Berndt — Digital Effects
- Ben Darlow — Assistant Engineer, Mixing Assistant
- Rupert Hine — Producer, Keyboards, Vocals
- Bob Ludwig — Mastering
- Adam Ayan — Remastering
- Andrew MacNaughtan — Photography
- Simon Pressey — Assistant Engineer
- Everett Ravestein — Pre-Production, Pre-Production Assistant
- John Scarpati — Photography
- Paul Seeley — Assistant Engineer
- Hugh Syme — Art Direction, Design
- Steven Boehm — Engineer

## Хит-парады
| Год  | Хит-парад       | Высшая позиция |
| ---- | --------------- | -------------- |
| 1991 | Billboard 200   | 3              |
| 1991 | UK Albums Chart | 10             |

## Сертификация
| Страна | Организация | Продажи                |
| США    | RIAA        | Платиновый (1 000 000) |
| Канада | RIAA        | Платиновый (100 000)   |